# Grafschaft Wölpe
Die Grafschaft Wölpe war im Mittelalter das Herrschaftsgebiet einer Adelsfamilie im mittleren Weserraum bei Nienburg/Weser, die 1302 erlosch. Sitz der Grafen von Wölpe war die heute ebenfalls nicht mehr bestehende Burg Wölpe im Nienburger Ortsteil Erichshagen-Wölpe am Bachlauf der Wölpe.

## Adelsgeschlecht

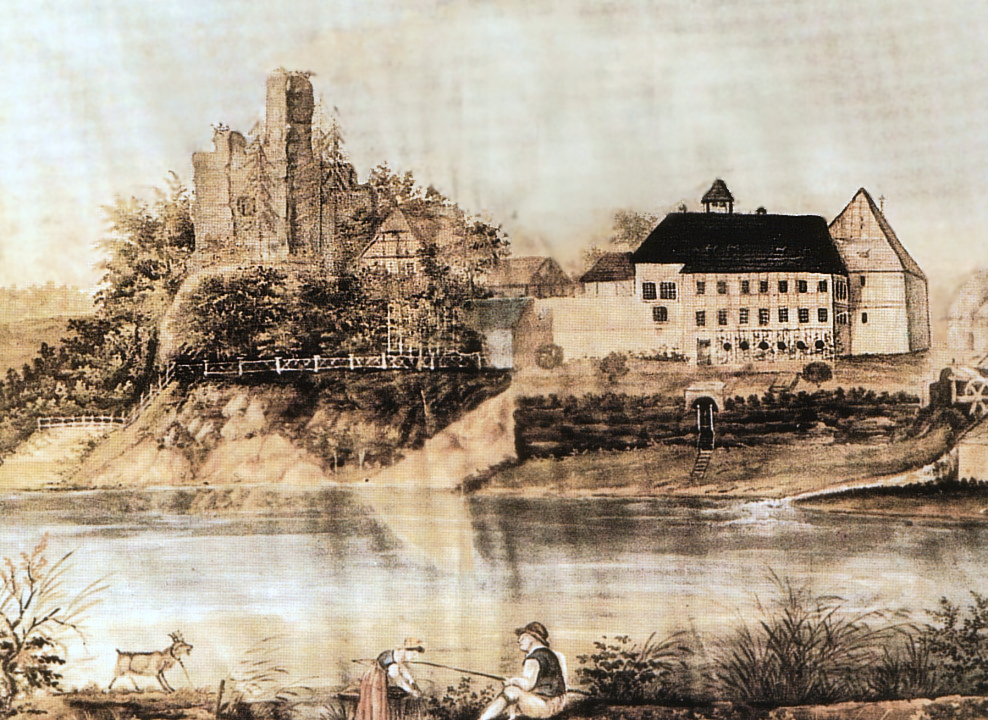
Gemälde von Schloss Wölpe 1823, links die Ursprungsanlage als Turmhügelburg

Die Herkunft der Wölper Grafen ist ungewiss. Es ist möglich, dass sie von einem 1091 bezeugten Edelherren Gerbert I. von Stumpenhausen abstammen. Zumindest waren sie mit den Edelherren und Grafen von Stumpenhausen und darüber mit den Grafen von Hoya verwandt. Der erste bekannte Wölper war Egilbert I.de Velepe, vermutlich erstmals bezeugt in einer undatierten Urkunde von Bischof Sigward von Minden (1124–1140). Sein Bruder könnte der Edelherr Dietrich I. von Ricklingen (1132–1152) gewesen sein.
Der Herrschaftsbereich der Grafschaft war nicht durch feste Grenzen beschrieben, sondern war mehr ein abstraktes Gebilde verschiedener Rechte und Güter in der weiteren Umgebung. Es erstreckte sich über den Bereich von der Weser bis zur Leine und zur Olpe mit Gütern im Lüneburger Land, im Bistum Bremen und im Amt Neustadt. Im 13. Jahrhundert umfasste die Herrschaft 4 Städte und etwa 220 Dörfer. In dem von ihnen um 1200 gegründeten Neustadt ließen die Grafen von Wölpe die Wassermühle und die Liebfrauenkirche errichten. Die erste urkundliche Nennung des Ortes erfolgte 1215, als die Wölper Grafen die Wassermühle dem Kloster Mariensee überschrieben. In Neustadt ließen sie mit dem Wölper Silberpfennig eigene Münzen prägen, um ihre Macht auszubauen. Die Grafen unterstützten die Besiedlung in der Umgebung, um ihren Herrschaftsbereich auszudehnen. Unter anderem wurde von ihnen die Burg Neustadt sowie einige Hagensiedlungen, wie Rodewald, gegründet.
Hermann Hodo verkaufte am 10. August 1242 einen Hagen im Kirchspiel Gilten. dem Kloster Mariensee für 80 Mark, indem er ihn vor dem Grafen Conrad von Wölpe, Bernhard von Beldigge, Wulbrand Lune, Heinrich von Botelethe, Berthold von Gannesberge, Truchseß in Wölpe und Egshard von Stede resigniert.
Graf Conrad von Wölpe bestätigte am 4. Dezember 1251, dass Albert von Schwarmstedt Güter in Nord- und Süddrebber, die er von ihm zu Lehn hatte, dem Kloster Mariensee für 25 bremische Mark verkauft hat. Zeugen: Priester Reinhold von Alethen, Priester Gerhard von Schwarmstedt, Edelherr Dietrich von Lo, Ekkehard von Bordeslo.
Graf Burchard von Wölpe legte am 7. Januar 1281 einen Streit des Klosters Lahde mit Bertold Menghe wegen des Zehnten zu Münder bei.

## Niedergang
Mit dem Tod von Bernhard III. von Wölpe 1310 war die Linie des Geschlechtes derer von Wölpe erloschen. Der letzte Graf war Otto von Wölpe (1258–1307), der in den geistlichen Stand getreten war. Er verfügte über keinen männlichen Erben und verkaufte die Grafschaft Wölpe 1301 an Graf Otto von Oldenburg-Delmenhorst. Dieser wiederum veräußerte die Grafschaft 1302 für 6500 Silbermark an Herzog Otto den Strengen. Der Welfenherzog ließ das Wölper Gebiet durch einen Drost und später einen Amtmann von der Burg, die zum Amtshof des Amtes Wölpe wurde, verwalten.

## Adelssitz

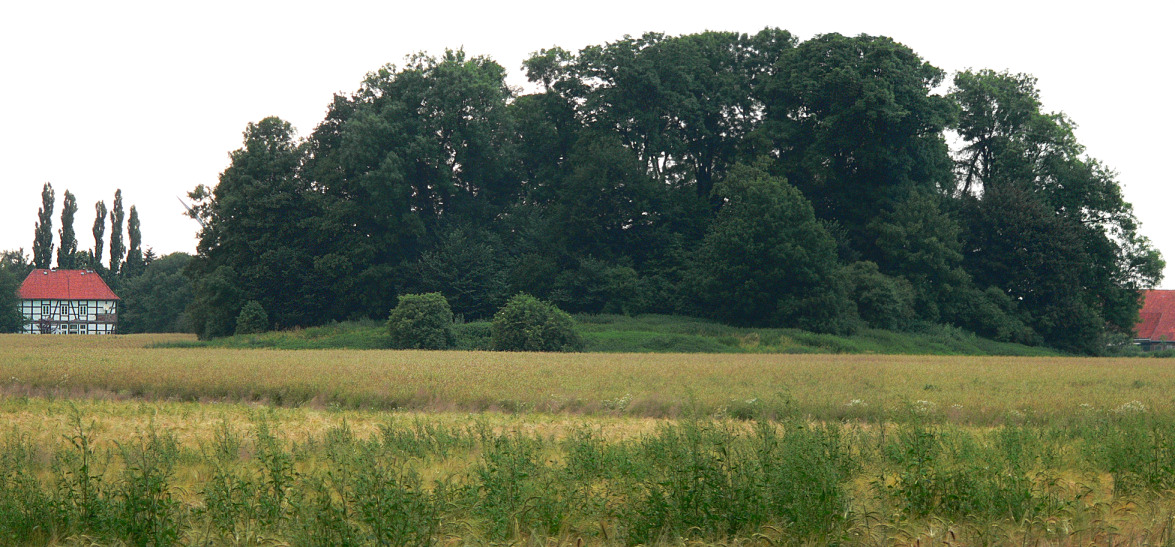
Der baumbestandene Burghügel der Burg Wölpe, links das frühere Amtsgerichtsgebäude

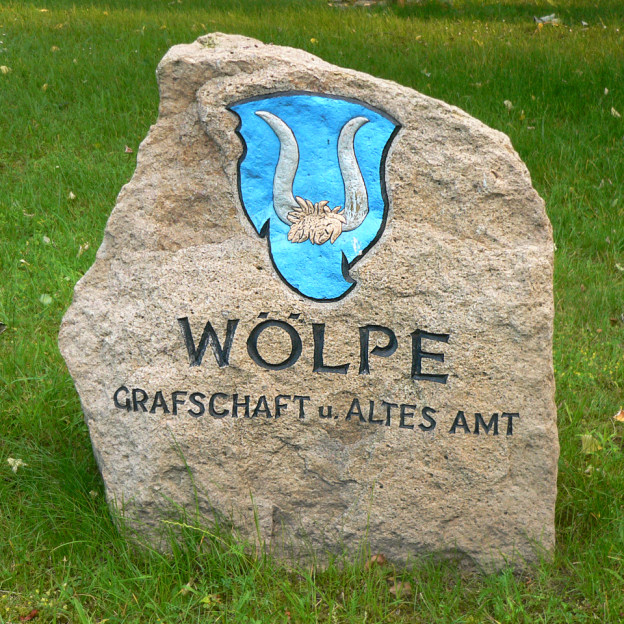
Gedenkstein mit Wappen Wölpe an der Zufahrt zur früheren Burg Wölpe

Der heute nicht mehr bestehende Ort Wölpe wurde urkundlich erstmals 788 als Alapa in der Bremer Stiftungsurkunde erwähnt, bei der es sich jedoch um eine Fälschung handeln soll. Später tauchte der Ort als Wilipe, Welepe und Welpa auf. Das Geschlecht derer von Wölpe errichtete an der vermutlich nach ihnen benannten Stelle die Burg Wölpe. In der ersten überlieferten Nennung von 1151 wurde die Burg als Wilipa bezeichnet, als sie zur Kirche in Minden gehörte. Zu Beginn des 13. Jahrhunderts verlegten die Wölper Grafen ihr Festes Haus in das nahegelegene Drakenburg und später nach Neustadt am Rübenberge, wo sie sich ein neues Zentrum schufen.
In der Hildesheimer Stiftsfehde zwischen 1519 und 1523 wurde die Burg Wölpe zerstört und danach von Herzog Erich I. als Schloss wieder hergerichtet. Er gründete nahe dem Schloss eine Siedlung, die nach ihm (Erich) und wegen der Dorfform eines Hagenhufendorfs (-hagen) als Erichshagen benannt wurde. Trotzdem hieß der Ort lange Zeit im Volksmund Wölpe.
Während des Dreißigjährigen Krieges wurde das Schloss 1625 von den Söldnertruppen des Feldherrn Tilly erobert und beschädigt. Wegen der Schäden wurde das Schloss nach dem Krieg geschleift und zum Amtsgebäude umgestaltet. Mit dem Schutt wurde der frühere Burggraben, den die Wölpe speiste, zugeschüttet. Von diesem Amtshof wurde das Amt Wölpe verwaltet. Im 19. Jahrhundert wurde ein weiteres Amtsgebäude nahe der Straße errichtet, das heute noch besteht. Es ist das ehemalige Amtsgerichtsgebäude, das an der Hauptstraße an der Zufahrt zum Burghügel liegt. Das Amt wurde 1859 im Zuge einer Gemeindereform aufgelöst und den Kreisstädten Nienburg und Neustadt zugeteilt. 1876 wurde das alte Amtsgebäude auf Abbruch verkauft. Von der Anlage erhalten geblieben ist nur der 4,5 m hohe und 60 × 65 m große Erdhügel.

## Bedeutende Vertreter
- Bernhard II. (1176–1221), Gründer von Neustadt am Rübenberge und des Klosters Mariensee
- Iso von Wölpe (1167–1231), Bischof von Verden